# Zbiór miary zero
Zbiór miary zero – zbiór mierzalny rozważanej przestrzeni mierzalnej {\displaystyle (X,{\mathfrak {M}})} „nieistotny” z punktu widzenia zadanej na niej miary {\displaystyle \mu ,} tzn. dowolny zbiór {\displaystyle A\in {\mathfrak {M}}} spełniający {\displaystyle \mu (A)=0.} Podzbiory zbiorów miary zero nazywa się zaniedbywalnymi (w szczególności każdy zbiór miary zero jest zaniedbywalny); jeśli miara jest zupełna (tj. zbiory zaniedbywalne są mierzalne), to z jej monotoniczności wynika też, że każdy zbiór zaniedbywalny jest miary zero, co oznacza, że wtedy pojęcia te są równoważne.
O własności przysługującej elementom pewnego zbioru miary zero mówi się, iż zachodzi prawie nigdzie, z kolei gdy dana własność zachodzi dla wszystkich elementów przestrzeni poza zbiorem zerowej miary, to zachodzi ona prawie wszędzie. W teorii prawdopodobieństwa zamiast wyrażeń „prawie nigdzie”, „prawie wszędzie” używa się wyrażeń „prawie nigdy”, „prawie na pewno/zawsze” (np. o możliwości zajścia zdarzenia losowego); ponieważ miara całej przestrzeni probabilistycznej jest równa jedności, to „prawie na pewno” oznacza „z prawdopodobieństwem 1”.
W przestrzeniach euklidesowych zbiory mierzy się zwykle za pomocą miary Lebesgue’a: w tym przypadku zbiory miary zero można scharakteryzować nie odwołując się do pojęć teorii miary; w lokalnie zwartych grupach topologicznych (którymi są m.in. przestrzenie euklidesowe) standardową miarą jest z kolei pewna (lewostronnie niezmiennicza) miara Haara (której przykładem jest miara Lebesgue’a).

## Miara Lebesgue’a
Podzbiory miary Lebesgue’a zero przestrzeni euklidesowych można scharakteryzować nie odwołując się bezpośrednio do pojęcia miary: podzbiór {\displaystyle A} prostej {\displaystyle \mathbb {R} } nazywa się zaniedbywalnym lub miary Lebesgue’a zero (na mocy zupełności tej miary; często krótko: „miary zero”), jeżeli można wybrać ciąg przedziałów otwartych dowolnie małej długości pokrywających ten zbiór, tzn. dla dowolnego {\displaystyle \varepsilon >0} istnieje taki ciąg przedziałów {\displaystyle (I_{n}),} który spełnia
{\displaystyle A\subseteq \bigcup _{n=1}^{\infty }I_{n}}
oraz
{\displaystyle \sum _{n=1}^{\infty }|I_{n}|<\varepsilon ,}
gdzie {\displaystyle I_{k}=(a_{k},b_{k})} oznacza przedział otwarty dla {\displaystyle a_{k}<b_{k}} o długości {\displaystyle |I_{k}|=b_{k}-a_{k}.} Definicja ta uogólnia się wprost na przestrzenie {\displaystyle \mathbb {R} ^{d},} wtedy przedziały jednowymiarowe należy zastąpić przedziałami wielowymiarowymi, tj. zbiorami postaci {\displaystyle I=I_{1}\times \ldots \times I_{d},} w których czynniki kartezjańskie są przedziałami otwartymi, a ich objętość dana jest wzorem {\displaystyle |I|=|I_{1}|\dots |I_{d}|.} Wynika stąd w szczególności, że podzbiory, które można zanurzyć w {\displaystyle \mathbb {R} ^{d-1}} są miary zero ({\displaystyle d}-wymiarowej Lebesgue’a).

## Przykłady
Niech dana będzie funkcja mierzalna {\displaystyle f\colon \mathbb {R} \to \mathbb {R} } (w sensie Lebesgue’a). Mówi się, że jest ona ciągła prawie wszędzie (ciągła p.w.) wtedy i tylko wtedy, gdy zbiór jej punktów nieciągłości jest miary zero (Lebesgue’a). Jeżeli {\displaystyle g\colon \mathbb {R} \to \mathbb {R} } jest mierzalna (w sensie Lebesgue’a), to funkcje {\displaystyle f} oraz {\displaystyle g} są równe prawie wszędzie, tj. {\displaystyle f=g\;\mathrm {p.w.} ,} wtedy i tylko wtedy, gdy zbiór
{\displaystyle {\big \{}x\in \mathbb {R} \colon f(x)\neq g(x){\big \}}}
jest miary (Lebesgue’a) zero; podobnie jeśli dany jest ciąg {\displaystyle (f_{n})} funkcji mierzalnych {\displaystyle f_{n}\colon \mathbb {R} \to \mathbb {R} ,} to nazywa się go zbieżnym prawie wszędzie do {\displaystyle f,} tzn. {\displaystyle f_{n}\to f\;\mathrm {p.w.} ,} wtedy i tylko wtedy, gdy zbiór
{\displaystyle \left\{x\in \mathbb {R} \colon \lim _{n\to \infty }~f_{n}(x)\neq f(x)\right\}}
ma miarę (Lebesgue’a) zero; dla funkcji {\displaystyle g\colon \mathbb {R} \to {\overline {\mathbb {R} }}} o wartościach w rozszerzonym zbiorze liczb rzeczywistych, jeśli zbiór
{\displaystyle {\big \{}x\in A\colon g(x)\notin \mathbb {R} {\big \}}}
jest zaniedbywalny, to o funkcji {\displaystyle g} mówi się, że jest prawie wszędzie skończona. Można również spotkać się z następującym skróconym zapisem (szczególnie w rachunku prawdopodobieństwa, gdzie miara jest prawdopodobieństwem): {\displaystyle \lambda (f=g)=0} oraz {\displaystyle \lambda (f_{n}\to f)=0,} {\displaystyle \lambda (g\in \mathbb {R} )=0} oznaczającym odpowiednio równość {\displaystyle f} oraz {\displaystyle g,} zbieżność {\displaystyle f_{n}} do {\displaystyle f} oraz skończoność {\displaystyle g} na zbiorach miary (Lebesgue’a) zero; w każdym z powyższych przypadków miarę Lebesgue’a {\displaystyle \lambda } można zastąpić dowolną miarą {\displaystyle \mu } określoną na ustalonym σ-ciele abstrakcyjnej przestrzeni mierzalnej.
Niech {\displaystyle {\mathfrak {N}}} będzie rodziną wszystkich podzbiorów liczb rzeczywistych, które są miary Lebesgue’a zero: tworzy ona σ-ideał wśród podzbiorów liczb rzeczywistych. Należą do niego m.in. wszystkie zbiory jednopunktowe, a stąd również wszystkie zbiory przeliczalne, czy klasyczny zbiór Cantora (poprzez drobne zmiany konstrukcji można uzyskać zbiór Cantora o dowolnej mierze skończonej), ponadto każdy ze zbiorów należących do {\displaystyle {\mathfrak {N}}} zawiera się w zbiorze typu Gδ należącym do {\displaystyle {\mathfrak {N}}.} Dowolna rodzina rozłącznych borelowskich podzbiorów {\displaystyle \mathbb {R} ,} które nie są miary zero (w sensie Lebesgue’a), jest co najwyżej przeliczalna.
Zbiór liczb rzeczywistych {\displaystyle \mathbb {R} } można przedstawić w postaci sumy dwóch rozłącznych zbiorów {\displaystyle M} oraz {\displaystyle N,} z których pierwszy jest zbiorem mizernym (zbiorem pierwszej kategorii), a drugi jest miary Lebesgue’a zero. Otóż jeżeli {\displaystyle \mathbb {Q} =\{q_{1},q_{2},q_{3},\dots \}} oznacza zbiór liczb wymiernych, zaś {\displaystyle I_{n,m}=\left(q_{n}-2^{-n-m-1},q_{n}+2^{-n-m-1}\right)} jest przedziałem otwartym o środku w {\displaystyle q_{n}} i długości {\displaystyle 2^{-(n+m)},} to jako zbiór miary zero można przyjąć
{\displaystyle N=\bigcap _{m=1}^{\infty }\bigcup _{n=1}^{\infty }~I_{n,m};}
jego dopełnienie {\displaystyle M=N^{\mathrm {c} }} jest zbiorem mizernym. Innym przykładem powyższego rozkładu jest zbiór {\displaystyle N} wszystkich liczb Liouville’a, który ma miarę zero oraz jego dopełnienie będące zbiorem pierwszej kategorii.
Niech {\displaystyle \mathbb {R} ^{d}=\mathbb {R} ^{m}\times \mathbb {R} ^{n};} konsekwencją zasady Cavalieriego jest fakt mówiący, że jeżeli {\displaystyle E} jest podzbiorem miary zero w {\displaystyle \mathbb {R} ^{d},} to
{\displaystyle \lambda _{m}\left(E^{y}\right)=0}
dla prawie wszystkich {\displaystyle x\in \mathbb {R} ^{n}} i podobnie
{\displaystyle \lambda _{n}\left(E_{x}\right)=0}
dla prawie wszystkich {\displaystyle y\in \mathbb {R} ^{m},} gdzie {\displaystyle \lambda _{k}} oznacza {\displaystyle k}-wymiarową miarę Lebesgue’a, a {\displaystyle E_{x}={\big \{}x\in \mathbb {R} ^{n}\colon (x,y)\in E{\big \}}} oraz {\displaystyle E^{y}={\big \{}y\in \mathbb {R} ^{m}\colon (x,y)\in E{\big \}}.} Uogólnieniem tej obserwacji jest następujący wniosek płynący z twierdzenia Fubiniego: jeżeli {\displaystyle (X,{\mathfrak {M}},\mu )} oraz {\displaystyle (Y,{\mathfrak {N}},\nu )} są dwiema przestrzeniami mierzalnymi z miarami σ-skończonymi, przy czym {\displaystyle \lambda =\mu \otimes \nu } jest miarą produktową określoną na przestrzeni produktowej {\displaystyle (X\times Y,{\mathfrak {M}}\otimes {\mathfrak {N}}),} to dla dowolnego zbioru mierzalnego {\displaystyle E} na tej przestrzeni następujące warunki są równoważne:
- zbiór {\displaystyle E} jest miary {\displaystyle \lambda } zero;
- zbiór {\displaystyle {\big \{}x\in X\colon \nu (E^{y})\neq 0{\big \}}} jest miary {\displaystyle \mu } zero;
- zbiór {\displaystyle {\big \{}y\in Y\colon \mu (E_{x})\neq 0{\big \}}} jest miary {\displaystyle \nu } zero;

gdzie {\displaystyle E_{x}={\big \{}x\in X\colon (x,y)\in E{\big \}}} oraz {\displaystyle E^{y}={\big \{}y\in Y\colon (x,y)\in E{\big \}}.}